# Federal Register
Le Federal Register (FR ou parfois Fed. Reg.), en français : Registre Fédéral, est le journal officiel du gouvernement fédéral des États-Unis qui contient les règlements et projets des agences gouvernementales ainsi que les avis publics Il est publié tous les jours ouvrables, sauf les jours fériés fédéraux (en). Les règlementations définitives promulguées par une agence fédérale et publiées dans le Federal Register sont finalement réorganisées par thème ou sujet et codifiées dans le Code des règlements fédéraux (CFR), qui est mis à jour tous les trimestres.
Le Federal Register est édité par l'Office of the Federal Register, qui fait partie de la National Archives and Records Administration et publié par le Bureau d'impression du gouvernement des États-Unis. Il n'y a aucune restriction de droits d'auteur sur le Federal Register ; en tant qu'œuvre du gouvernement américain (en), il appartient au domaine public.